# ماری مریام
ماری مریام (به انگلیسی: Marie Myriam) (زاده ۸ می ۱۹۵۷) خوانندهٔ فرانسوی است.
او در سال ۱۹۷۷ برنده مسابقه یوروویژن شد.